# Lijst van zoogdieren met Nederlandse namen - E
Dit is een lijst van zoogdieren met Nederlandse namen met als beginletter van hun wetenschappelijke naam een E.
| Wetenschappelijke naam      | Eerste keuze                           | Overige Nederlandse namen            | Commentaar                |
| --------------------------- | -------------------------------------- | ------------------------------------ | ------------------------- |
| Echimys chrysurus           | Surinaamse goudrat                     |                                      |                           |
| Echinoprocta rufescens      | Bergstekelvarken                       |                                      |                           |
| Echinops telfairi           | Kleine egeltenrek                      |                                      |                           |
| Echinosorex gymnura         | Grote haaregel                         | Spitsrat                             |                           |
| Echymipera clara            | Clarabuideldas                         |                                      |                           |
| Echymipera kalubu           | Kortstaartbuideldas                    |                                      |                           |
| Ectophylla alba             | Witte vleermuis                        |                                      |                           |
| Eidolon dupreanum           | Madagaskarpalmvleerhond                |                                      |                           |
| Eidolon helvum              | Palmvleerhond                          |                                      |                           |
| Eira barbara                | Tayra                                  |                                      |                           |
| Elaphodus cephalophus       | Kuifhert                               | dwergmuntjak                         |                           |
| Elaphurus davidianus        | Pater-Davidshert                       | Miloe                                |                           |
| Elephantulus brachyrhynchus | Kortneusolifantspitsmuis               | Kortsnuitsengi                       |                           |
| Elephantulus edwardii       | Kaapse olifantspitsmuis                | Kaapse sengi                         |                           |
| Elephantulus intufi         | Zuid-Afrikaanse olifantspitsmuis       | Bushveldsengi                        |                           |
| Elephantulus myurus         | Oostelijke rotssengi                   |                                      |                           |
| Elephantulus revoili        | Somaliolifantspitsmuis                 | Somalisengi                          |                           |
| Elephantulus rozeti         | Noord-Afrikaanse olifantspitsmuis      | Noord-Afrikaanse sengi               |                           |
| Elephantulus rufescens      | Rosse olifantspitsmuis                 | Rosse sengi                          |                           |
| Elephantulus rupestris      | Klipolifantspitsmuis                   | Westelijke rotssengi                 |                           |
| Elephas maximus             | Aziatische olifant                     |                                      |                           |
| Eliomys melanurus           | Woestijnslaapmuis                      |                                      |                           |
| Eliomys quercinus           | Eikelmuis                              |                                      |                           |
| Eliurus penicillatus        | Witpluimstaarteilandrat                |                                      |                           |
| Ellobius fuscocapillus      | Zuidelijke aardlemming                 |                                      |                           |
| Ellobius talpinus           | Blinde woelmuis                        | noordelijke aardlemming              |                           |
| Enhydra lutris              | Zeeotter                               |                                      |                           |
| Eonycteris spelaea          | Grottenvleerhond                       |                                      |                           |
| Eothenomys melanogaster     | Zwartbuikwoelmuis                      |                                      |                           |
| Eozapus setchuanus          | Chinese huppelmuis                     |                                      |                           |
| Epixerus ebii               | Grote roodschenkeleekhoorn             |                                      |                           |
| Epomophorus gambianus       | Gambiaanse epaulettenvleerhond         |                                      |                           |
| Epomophorus wahlbergi       | Wahlbergvleerhond                      |                                      |                           |
| Epomops buettikoferi        | Büttikovervleerhond                    |                                      |                           |
| Epomops franqueti           | Franquetvleerhond                      |                                      |                           |
| Eptesicus bottae            | Botta's vleermuis                      |                                      |                           |
| Eptesicus fuscus            | Grote bruine vleermuis                 |                                      |                           |
| Eptesicus nilssoni          | Noordse vleermuis                      |                                      |                           |
| Eptesicus serotinus         | Laatvlieger                            |                                      |                           |
| Equus asinus                | Ezel                                   | Wilde ezel                           |                           |
| Equus burchelli             | Steppezebra                            |                                      | Ook bekend als E. quagga. |
| Equus caballus              | Paard                                  |                                      |                           |
| Equus grevyi                | Grévyzebra                             |                                      |                           |
| Equus hemionus              | Halfezel                               | Onager                               |                           |
| Equus kiang                 | Kiang                                  |                                      |                           |
| Equus zebra                 | Bergzebra                              | Kaapse bergzebra, Kaapse zebra       |                           |
| Eremitalpa granti           | Woestijngoudmol                        |                                      |                           |
| Eremodipus lichtensteini    | Lichtensteinspringmuis                 |                                      |                           |
| Erethizon dorsatum          | Noord-Amerikaans boomstekelvarken      | Urzon, boomstekelvarken, Oerzon      |                           |
| Erignathus barbatus         | Baardrob                               |                                      |                           |
| Erinaceus amurensis         | Amoeregel                              |                                      |                           |
| Erinaceus concolor          | Oost-Europese egel                     | Oostelijke egel                      |                           |
| Erinaceus europaeus         | Egel                                   | West-Europese egel                   |                           |
| Erythrocebus patas          | Huzaaraap                              | patas                                |                           |
| Eschrichtius robustus       | Grijze walvis                          |                                      |                           |
| Eubalaena australis         | Zuidkaper                              |                                      |                           |
| Eubalaena glacialis         | Noordkaper                             |                                      |                           |
| Eubalaena japonica          | Grote oceaannoordkaper                 |                                      |                           |
| Euchoreutes naso            | Grootoorspringmuis                     |                                      |                           |
| Eudorcas rufifrons          | Koringazelle                           | Zorin                                |                           |
| Eudorcas rufina             | Noord-Algerijnse gazelle               |                                      |                           |
| Eudorcas thomsonii          | Thomsongazelle                         |                                      |                           |
| Eulemur albifrons           | Witkopmaki                             |                                      |                           |
| Eulemur coronatus           | Kroonmaki                              |                                      |                           |
| Eulemur fulvus              | Bruine maki                            | Bruine lemure, Zwartkopmaki          |                           |
| Eulemur macaco              | Zwarte maki                            | Zwarte lemure, Akoemba, Moormaki     |                           |
| Eulemur mongoz              | Mongozmaki                             | Mongoz, Bruine maki                  |                           |
| Eulemur rubriventer         | Roodbuikmaki                           |                                      |                           |
| Eulemur rufus               | Roodkopmaki                            |                                      |                           |
| Eumetopias jubatus          | Stellerzeeleeuw                        | Stellers zeeleeuw                    |                           |
| Eumops perotis              | E. perotis californicus: Mutsvleermuis |                                      |                           |
| Euoticus elegantulus        | Zuidelijke kielnagelgalago             | Kielnagelgalago                      |                           |
| Euoticus pallidus           | Noordelijke kielnagelgalago            |                                      |                           |
| Eupetaurus cinereus         | Rotsvlieghoorntje                      |                                      |                           |
| Euphractus sexcinctus       | Zesbandgordeldier                      | Zesgordelig gordeldier, Tatoe        |                           |
| Eupleres goudotii           | Mierencivetkat                         | Falanooka, Kleine falanoek, Falanoek |                           |
| Euroscaptor micrura         | Himalayamol                            | Aziatische mol                       |                           |
| Euryzygomatomys spinosus    | Guiara                                 |                                      |                           |

A · 
B ·
C ·
D ·
E ·
F ·
G ·
H ·
I ·
J ·
K ·
L ·
M ·
N ·
O ·
P ·
R ·
S ·
T ·
U ·
V ·
W ·
X ·
Z